# Андреяновские острова
Андреяновские острова (англ. Andreanof Islands, алеут. Niiĝuĝin tanangis) — группа островов в Алеутском архипелаге, расположены между проливом Амчитка и Крысьими островами с запада и проливом Амукта и Четырёхсопочными островами с востока, со средними координатами 52° с. ш. и от 179°09' до 172°57' з. д.

## География

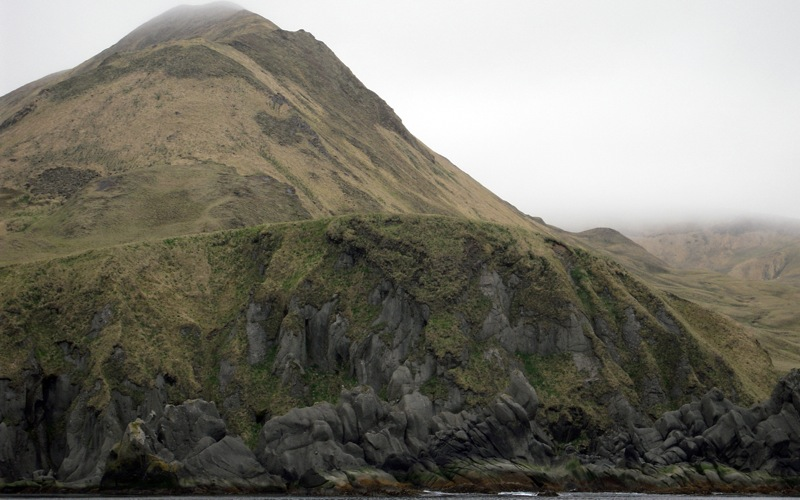

Острова вытянуты примерно на 440 км в длину. В группу входит 46 вулканических островов и множество более мелких скал. Общая площадь, включая острова Деларова, составляет 3924,737 км². Наивысшая точка — вулкан Танага (1806 м).
Острова Деларова являются подгруппой Андреяновских островов, включают в себя самые западные острова архипелага.
Крупнейшие острова группы: Горелый, Танага, Канага, Адак, Кагаласка, Большой Ситкин, Атка, Амля и Сигуам.
Андреяновские острова обычно туманны и безлесы из-за почти постоянного ветра. Растительность — субарктические луга и верещатники. Здесь много песцов, в прибрежных водах водятся треска и камбаловые.
Острова находятся в сейсмически активной зоне — здесь ежедневно фиксируются толчки магнитудой до 3 по шкале Рихтера. Крупнейшие землетрясения произошли в 1957 и 2007 годах магнитудой 8,6 и 7,2 соответственно.

## История
Острова открыты и впервые описаны в 1760—1764 годы в результате экспедиции русских мореходов Андреяна Толстых, Петра Васюткина и Максима Лазарева. В 1761 году названы в честь корабля «Андреян», либо его владельца — Андреяна Толстых (селенгинский купец, ?—1766, погиб во время шторма у юго-восточного побережья Курильских островов), открывшего их во время своего второго плавания к Алеутским островам на судне «Андреян и Наталья».
Находящаяся на островах бухта Баннера (52°08′ с.ш., 174°34′ з.д.) названа Ф. П. Литке по фамилии правителя конторы РАК на острове Кадьяк Ивана Ивановича Баннера. Находящемуся рядом с бухтой мысу Баннера (52°11′ с.ш., 174°34′ з.д.) название присвоено в 1944 году американцами также в честь И. И. Баннера.
Острова описаны у Г. И. Шелихова в его «Путешествии г. Шелехова с 1783 по 1790 год из Охотска по Восточному Океану к Американским берегам…»:

За Алеутскими островами следуют Адриановские острова, кои простираются даже до Лисьих и дополняют ряд островов от Камчатки до Америки. Сии острова Адриановскими называются по той причине, что Адриан Толстых во время своего путешествия в 1760 году был почти на всех сих островах.

Описание Шелихова содержит сведения о природе и быте жителей края:

Жители сих островов живут в подземельных пещерах, в коих и зимою огня не разводят. Рубахи или парки свои делают из кож птицы Ару и Топорка, коих ловят силками. Во время дождливой погоды носят они еще и другое платье, сшитое из тюленьих и сивучьих кишек. Рыба Камбалу ловят они деревянными удами и едят сырую. Они ни когда и ни чем в прок не запасаются; по чему, ежели во время бурной погоды не могут выезжать на рыбную ловлю, принуждены бывают питаться морскою травою и улитками, коих собирают около берега, и едят так же сырых. Морских Бобров ловят они в Маие и Июне месяцах следующим образом: во время тихой погоды выезжают они на нескольких байдарах в море, и увидя Бобра, стреляют по нем из гарпунов, а по том подъезжают к нему так близко, что он никак уйти не может. Равным образом ловят они и Тюленей. Они и во время самой жестокой стужи обыкновенного своего платья непеременяют; в чрезвычайные же морозы жгут только сухую траву, и греют около огня свое одеяние. Женское и детское платье шьется у них из Бобров, и точно так же как и мужское. Ежели случится им ночевать вне своего жилища, то вырывают они в земле яму, и ложатся в оную спать; при чем одеваются токмо платьем и рогожами из травы сплетенными. О будущем совсем не помышляют, и думают единственно о настоящем

В 1867 году территория перешла в состав Северо-Американских Соединённых Штатов в результате сделки с Российской империей. Ныне входят в состав штата Аляска, образованного с 1959 года.
Во время Второй мировой войны на островах располагалось несколько американских военных баз. После войны база на острове Адак была увеличена и сделана постоянной, но в 1995 году закрыта.

## Население

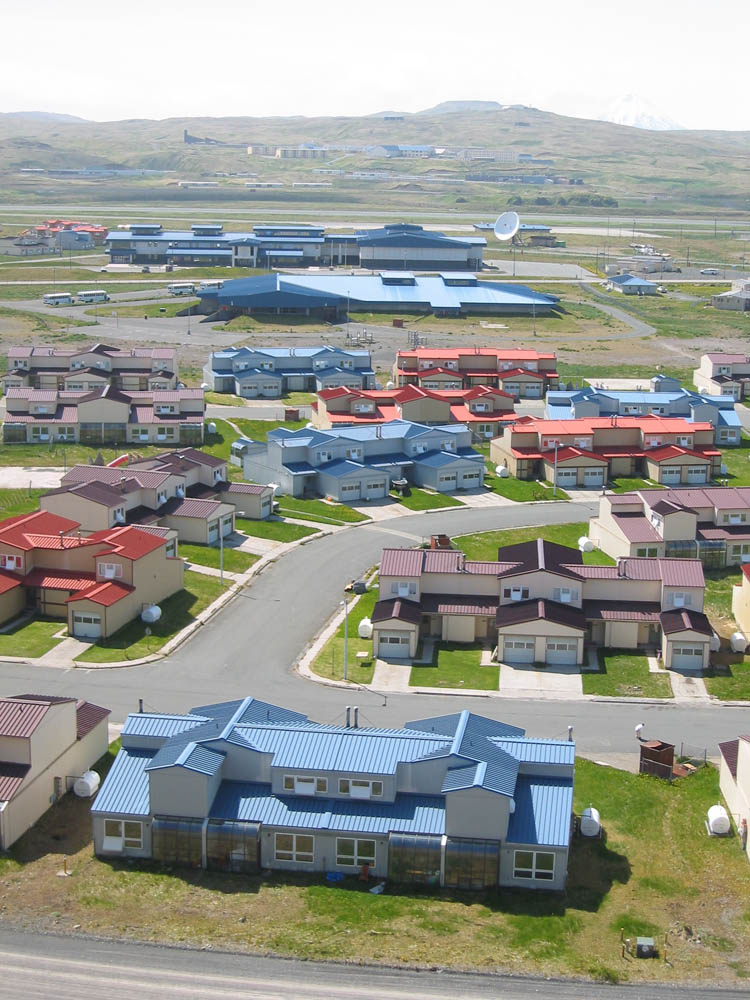

Население согласно переписи 2000 года составило 412 человек, крупнейший посёлок Адак расположен на острове Адак. В XVIII веке острова были значительно многолюднее, на них обитало до 3000 алеутов